# Partido judicial de Orgaz
El Partido judicial de Orgaz es uno de los 7 partidos judiciales en los que se divide la  la provincia de Toledo en la comunidad autónoma de Castilla-La Mancha, siendo el partido judicial n.º 2  de la provincia de Toledo.
El ámbito territorial, que viene regulado por el Real Decreto 529/1983, de 9 de marzo, comprende los municipios de :
Ajofrín, Almonacid de Toledo, Camuñas, Chueca, Consuegra, Madridejos, Manzaneque, Marjaliza, Mascaraque, Mazarambroz, Mora, Orgaz, Sonseca, Turleque, Urda, Villafranca de los Caballeros, Villaminaya, Villanueva de Bogas y Los Yébenes.